# 周沆

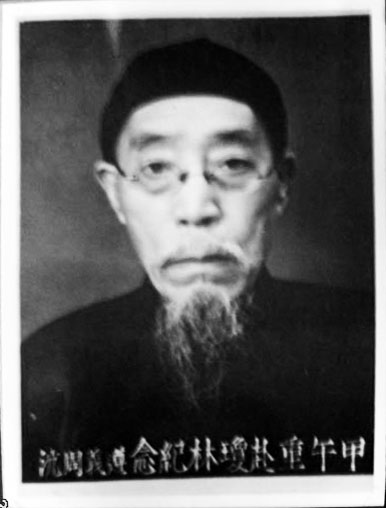
1954年周沆照片。下题“甲午重赴琼林纪念，遵义周沆”

周沆（1874年2月29日—1957年）字季貞，号遁叟，贵州遵義老城东门人，清朝及中华民国政治人物、進士出身。

## 生平
周沆生于同治十三年农历一月十三日（1874年2月29日）。自幼随父亲在湖南岳麓书院、湘山经堂读书。1893年中举人。光緒二十一年（1895年）乙未科補殿試，中式三甲八十名。以主事分户部陕西司行走。光绪二十二年（1896年）奔父丧，弃官在湖南长沙草门居住。
1900年复职，历任云南乡试同考官、浪穹县（今洱源）、蒙自县、文山县等县知县。1906年，奉命赴中缅边界野人山地区勘察并绘制图帖，发现在此前的中英会勘时，英国方面将中国高黎贡山定为高良工山的差错，遂促成了重勘，收回中国国土1000多平方公里，获清廷嘉奖并加三品衔，升任澂江府知府。
1908年，周沆上奏云南及贵州官员关于滇越铁路丧权辱国一案，获慈禧太后朱批嘉奖，云贵总督及贵州布政使等20多位官员随即被免职。1911年，周沆任云南府知府兼云南讲武堂副校长。
1911年，云南昆明重九起义胜利，成立大汉云南军政府，周沆出任外交司司长。同年11月，贵州宪政党人秘密派戴戡到云南，同周沆取得联系，串联旅居云南的贵州人士促请蔡锷派滇军入贵州。1912年3月1日，周沆先于滇军抵达贵阳。3月3日，滇军开入贵阳，推翻贵州大汉军政府，成立了贵州临时都督府，唐继尧自任都督，周沆任政务长。同年4月，周沆、戴戡、刘显世等发起成立统一党贵州支部，对贵州的“驱唐”运动进行攻击。同年8月，周沆任黔东观察使，旋即随唐继尧回云南，任云南都督府高等顾问、蒙自道道尹。
1915年袁世凯称帝，蔡锷回到云南发动护国战争。袁世凯派人跟踪刺杀蔡锷，未能成功，曾参与拦阻蔡锷的周沆随即经越南逃到香港。其后，周沆历任广东琼崖道道尹、北京政府国务院名誉顾问、陕西汉中道道尹、浙江都督府秘书长等职务。1926年，任贵州驻北京代表。
1931年，周沆任北平师范大学教师。1932年，满洲国成立，周沆任中东铁路理事。因工作出色，获溥仪赏赐北大荒跑马圈地，并赐“中庆循良”四个字。抗日战争期间，周沆住在北京。抗日战争结束后，周沆应何应钦的聘任，出任北平第四公路局顾问。1947年，转任云南第八公路局顾问。1948年，周沆回到家乡遵义。
中国人民解放军占领遵义前夕，周沆、牟琳、张肇奎等人成立维持会，周沆任副会长，维持会负责维持遵义的社会秩序，欢迎中国人民解放军入城。中国人民解放军占领遵义后，周沆出任遵义市（今红花岗区）政协特邀代表。1955年，缅甸联邦侵犯中国边境，周沆上书国务院总理周恩来，并附呈《云南片马考察记》，述中缅边界北段片马、野人山等地的实地考察材料。1955年，周沆获聘为贵州省文史研究馆馆员。
1957年，周沆在家中病逝。

## 著作
- 《汨罗吊灵均》
- 《读帘碑释峋嵝》
- 光绪《浪穹縣志》
- 《中华民国省区县名歌括》
- 《满洲国水道源流考略》
- 《牂牁馆记》
- 《印山草堂劫余吟草》[2]

## 延伸阅读
[在维基数据编辑]